# Amalda benthicola
Amalda benthicola är en snäckart som först beskrevs av Dell 1956.  Amalda benthicola ingår i släktet Amalda och familjen Olividae. Inga underarter finns listade i Catalogue of Life.